# Adamstown (Pennsylvanie)
Pour les articles homonymes, voir Adamstown (homonymie).
Adamstown, également appelé Adamschteddel, est un borough situé en limite des comtés de Berks et Lancaster, en Pennsylvanie, aux États-Unis,. En 2010, il comptait une population de 1 789 habitants. Il est incorporé le 2 avril 1850.

## Démographie
Lors du recensement de 2010, le borough comptait une population de 1 789 habitants. Elle est estimée, le 1er juillet 2019, à 2 262 habitants.

### Source de la traduction
- (en) Cet article est partiellement ou en totalité issu de l’article de Wikipédia en anglais intitulé « Adamstown, Pennsylvania » (voir la liste des auteurs).